# Jabbeke
Jabbeke és un municipi belga de la província de Flandes Occidental a la regió de Flandes, regat pel Jabbeekse Beek, el Noordede i el Canal Bruges-Oostende.

## Nuclis

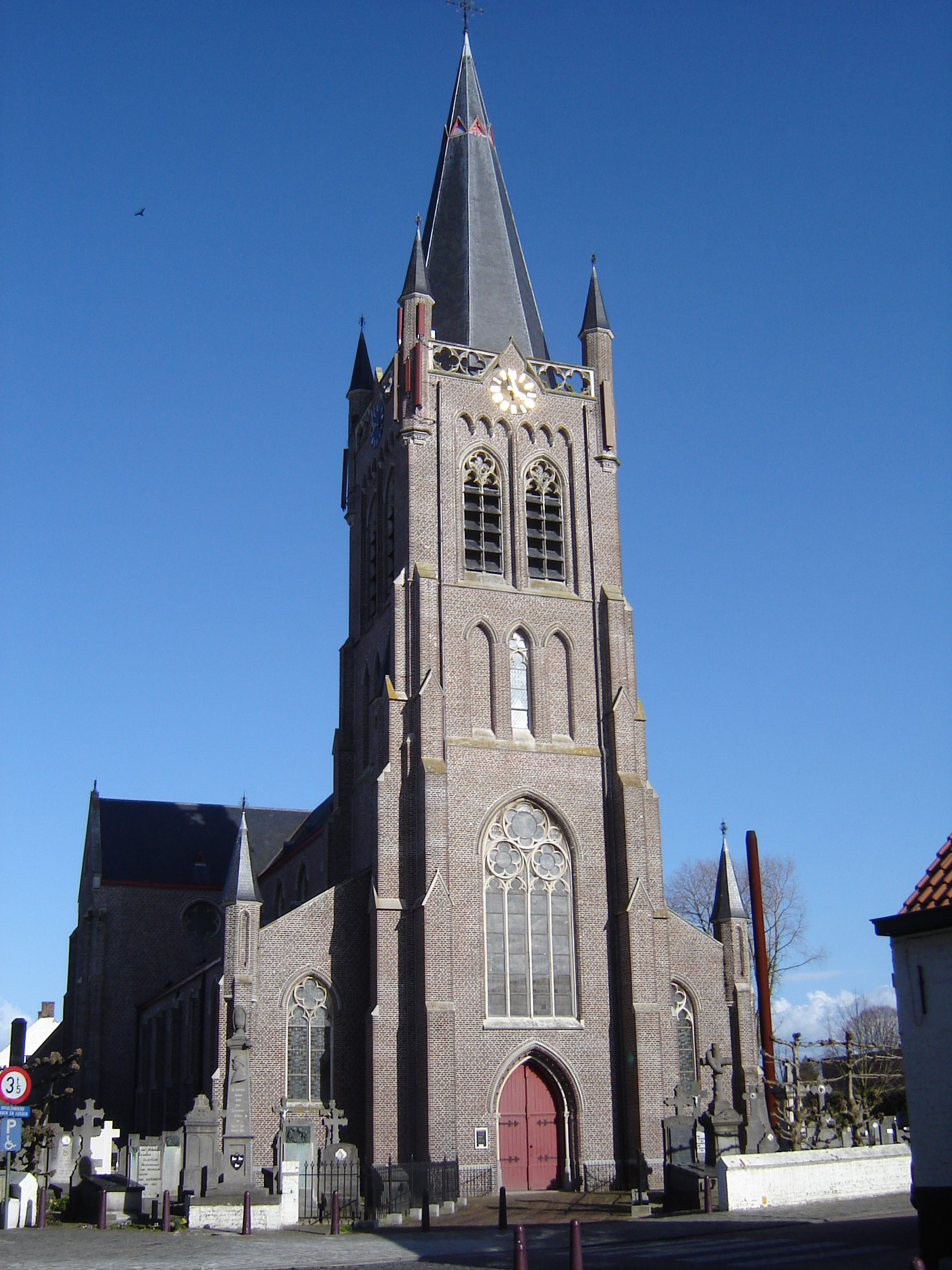
Església de Blai de Sebaste

| #   | Nom       | Extensió (km²) | Població (2007) |
| --- | --------- | -------------- | --------------- |
| I   | Jabbeke   | 13,44          | 4.435           |
| II  | Stalhille | 10,90          | 679             |
| III | Varsenare | 10,21          | 5.038           |
| IV  | Snellegem | 11,08          | 1.749           |
| V   | Zerkegem  | 8,08           | 1.716           |

Font: GRS Jabbeke

## Localització

Mapa de Jabbeke

| - a. Bruges - b. Sint-Andries - c. Zedelgem - d. Aartrijke (Zedelgem) - e. Bekegem (Ichtegem) - f. Roksem (Oudenburg) - g. Ettelgem (Oudenburg) - h. Klemskerke (De Haan) - i. Vlissegem (De Haan) - j. Houtave (Zuienkerke) - k. Meetkerke (Zuienkerke) |

## Personatges il·lustres
- Constant Permeke, pintor
- Romain Maes, ciclista

## Llocs d'interès

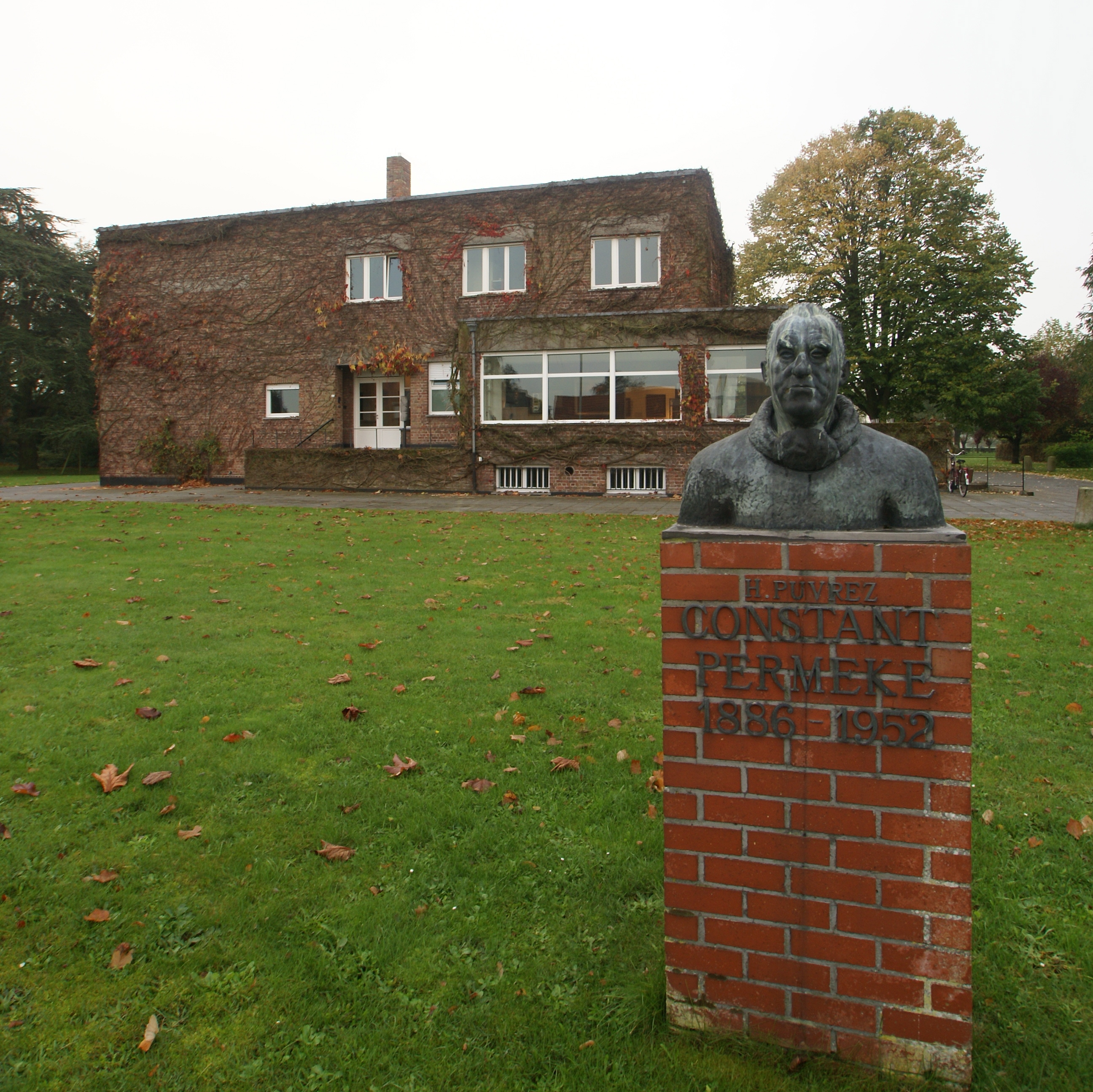
El Museu Provincial Constant Permeke

*El Museu Provincial Constant Permeke

## Galeria

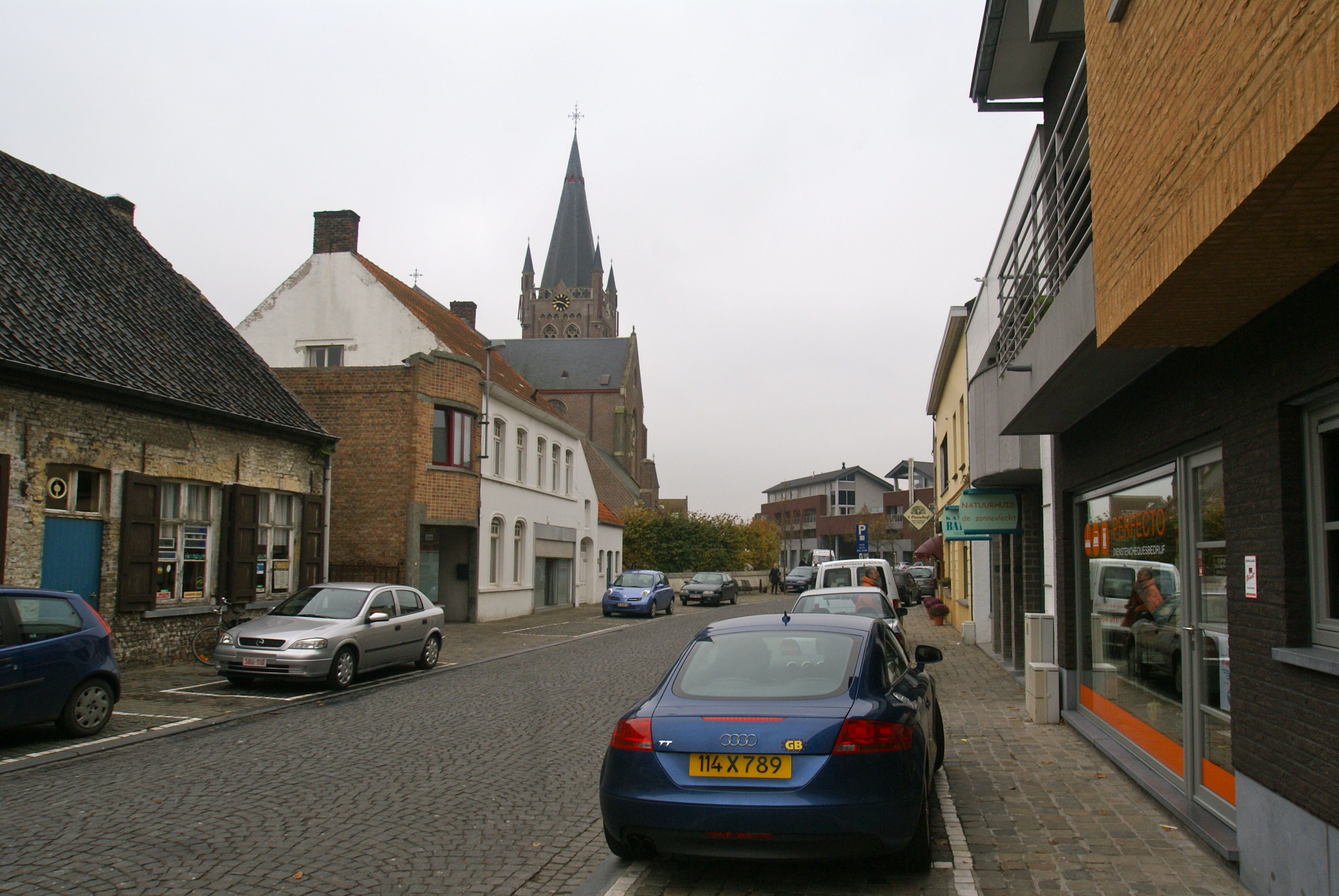
Dorpsstraat (carrer major)
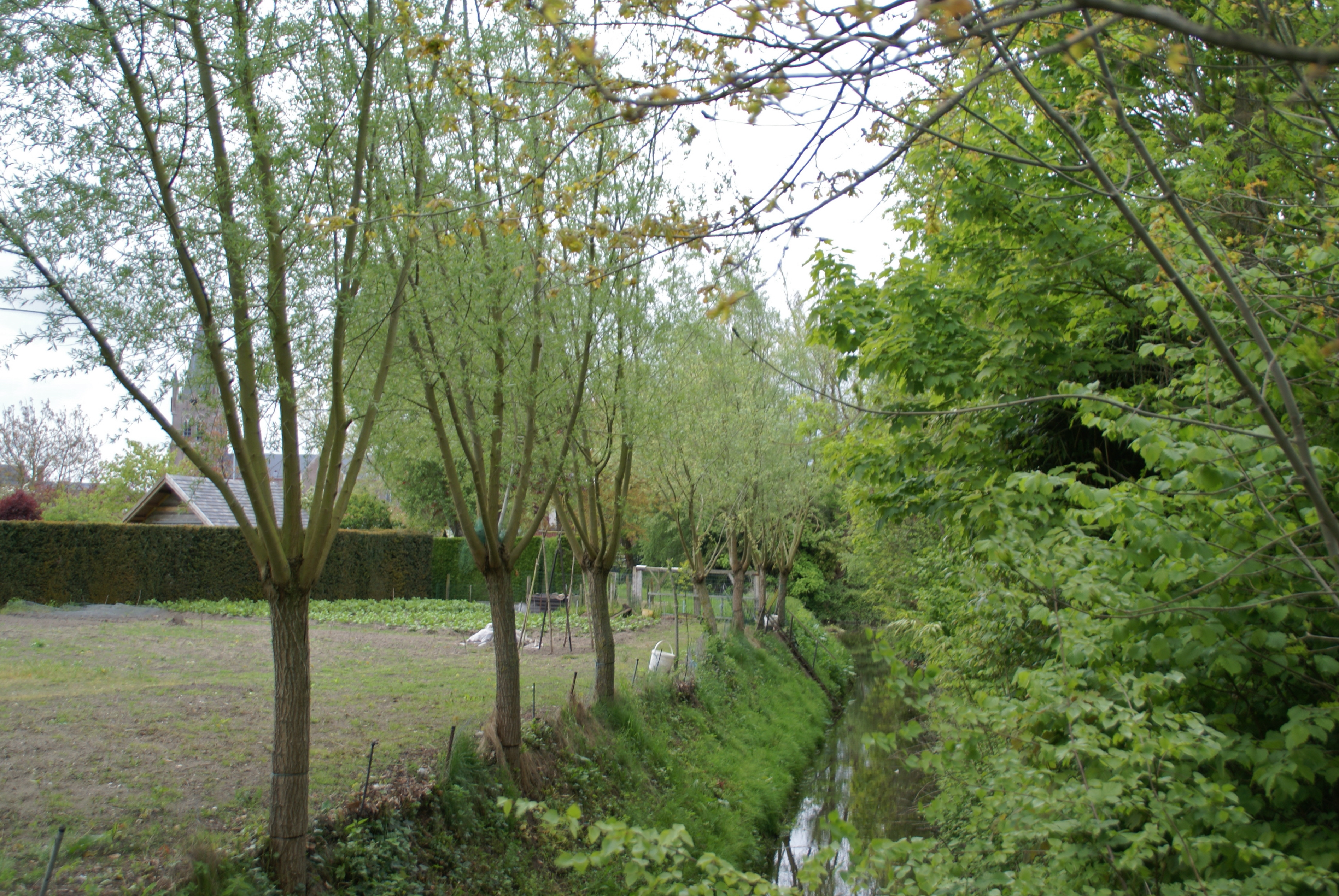
Jabbeekse Beek i església de Blai al segon pla
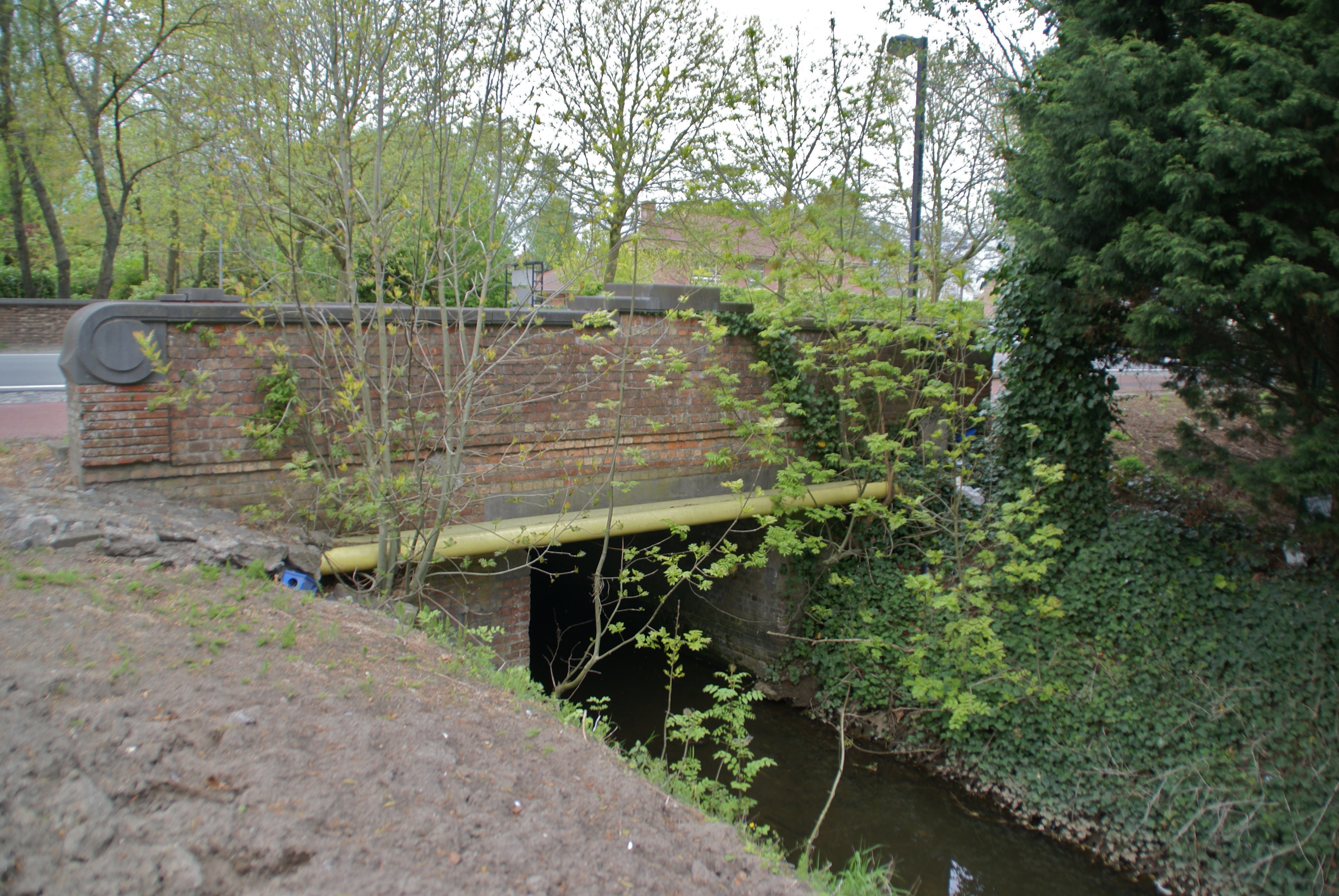
Pont al Jabbeekse Beek
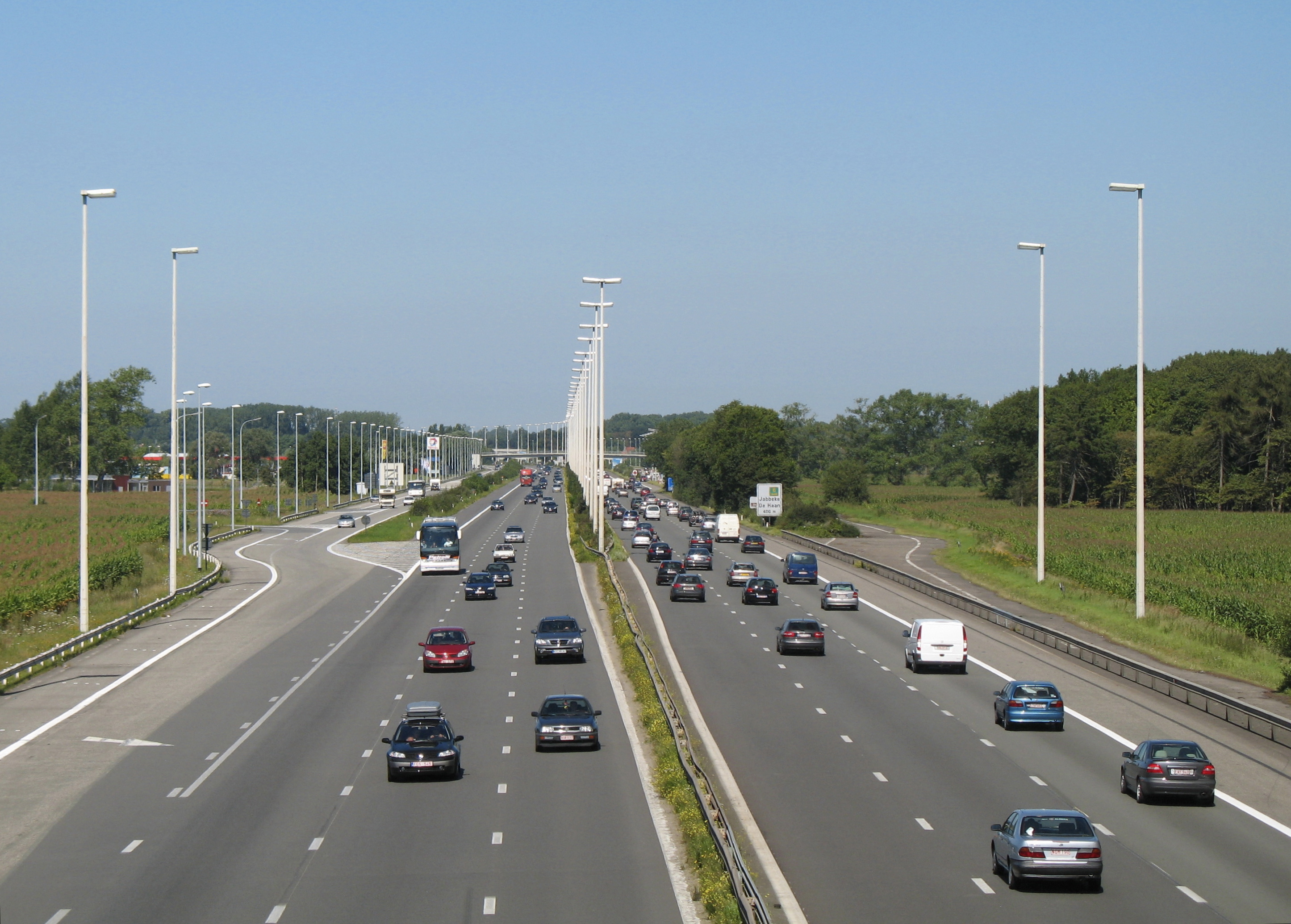
L'autopista E40
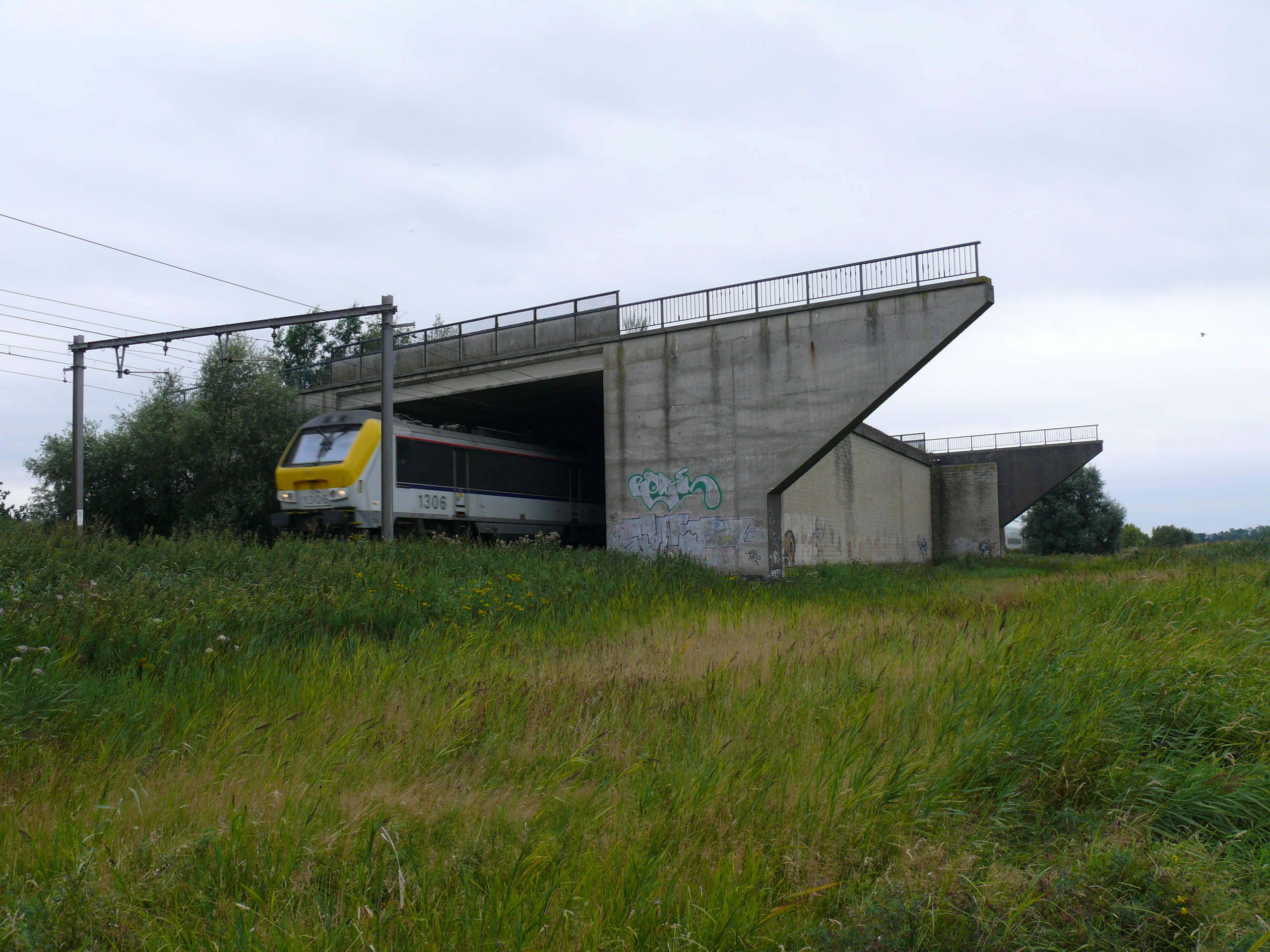
Viaducte fantoma a la carretera E404 inexistent a Varsenare (1976-2012)

 A Wikimedia Commons hi ha contingut multimèdia relatiu a: Jabbeke